# Diversidad sexual en Tuvalu
Las personas lesbianas, gais, bisexuales y transgénero (LGBT) en Tuvalu enfrentan desafíos que no enfrenta el resto de la población. Las secciones 153, 154 y 155 del Código Penal prohíben las relaciones homosexuales masculinas con una pena de hasta 14 años de prisión, pero la ley no se aplica. La discriminación laboral por motivos de orientación sexual está prohibida desde 2017.
En Tuvalu vive una población transgénero tradicional, llamada pinapinaaine o pina, que históricamente desempeñó ciertos roles sociales y comunitarios.
En 2011, Tuvalu firmó la "declaración conjunta para poner fin a los actos de violencia y las violaciones de los derechos humanos relacionadas con la orientación sexual y la identidad de género" en las Naciones Unidas, condenando la violencia y la discriminación contra las personas LGBT.

## Historia
Tuvalu, al igual que el resto de Polinesia, solía ser tolerante con las relaciones entre personas del mismo sexo y las personas transgénero antes de la llegada de los europeos y el cristianismo. Las relaciones bisexuales también eran bastante comunes entre las islas, ya que muchos reyes de las islas tenían parejas masculinas y femeninas en sus cabañas reales para tener relaciones íntimas.
Las personas a las que se les asigna el sexo masculino al nacer pero que viven y se comportan como mujeres se llaman pinapinaaine, o pina, en Tuvalu, e históricamente tenían ciertos roles sociales, como tejer cestas. También fueron conocidos por su talento para elaborar ceremonias de baile. La Asociación Pina Tuvalu («Tuvalu Pina Association») se estableció en 2015. El papel de la organización es defender los derechos de los pina. La asociación tiene 15 miembros, que son miembros de dos grupos informales de pina.

## Legalidad de la actividad sexual entre personas del mismo sexo
El Código Penal prohíbe las relaciones anales entre hombres homosexuales y heterosexuales. Según el Departamento de Estado de los Estados Unidos, no hubo informes de enjuiciamiento de adultos que consintieran en virtud de estas disposiciones. La edad de consentimiento para el sexo vaginal heterosexual y el sexo lésbico es de 15 años.

### Código Penal
- Artículo 153: Delitos contra natura

Cualquier persona que: (a) cometa sodomía con otra persona o con un animal; o (b) permita que un varón cometa sodomía con él o ella, será culpable de un delito grave y podrá ser sancionado con una pena de prisión de 14 años.
- Artículo 154: Intentos de cometer delitos contra la naturaleza y atentados contra el pudor

Toda persona que intente cometer cualquiera de los delitos previstos en el apartado anterior, o que sea culpable de cualquier agresión con intención de cometerla, o de cualquier atentado al pudor contra cualquier persona del sexo masculino, incurrirá en delito grave y será responsable a prisión de 7 años.
- Artículo 155: Prácticas obscenas entre varones

Cualquier persona de sexo masculino que, ya sea en público o en privado, cometa cualquier acto de indecencia grave con otra persona de sexo masculino, o procure que otra persona de sexo masculino cometa cualquier acto de indecencia grave con él, o intente lograr la comisión de tal acto por cualquier hombre consigo misma o con otra persona del sexo masculino, ya sea en público o en privado, incurrirá en delito grave, y será sancionada con pena de prisión de 5 años.

## Reconocimiento de las relaciones entre personas del mismo sexo
Tuvalu no reconoce el matrimonio entre personas del mismo sexo ni las uniones civiles. La Ley de Matrimonio (Cap. 29) (tuvaluano: Tulafono Lasi i te Faiga o Avaga (Napa 29)) no prohíbe expresamente el reconocimiento de las uniones entre personas del mismo sexo, pero generalmente asume que las partes son hombres y mujeres. Los matrimonios entre personas del mismo sexo no aparecen en la sección de "restricciones al matrimonio" de la ley.

## Protecciones contra la discriminación
La Ley de Relaciones Laborales y de Empleo de 2017 prohíbe la discriminación basada en la orientación sexual. También está prohibida la discriminación en el lugar de trabajo por motivos de "origen étnico, raza, color, ascendencia nacional, origen social, clase social o condición económica; o género, sexo, embarazo, estado civil, orientación sexual o responsabilidades familiares; o edad, estado de salud, VIH/SIDA, discapacidad, religión u opinión política, afiliación o actividad sindical, o participación en cualquier disputa, investigación o proceso judicial".

## Estadísticas
Según un estudio de 2005, alrededor del 14% de los hombres jóvenes de Tuvalu de entre 15 y 24 años habían tenido relaciones sexuales con una pareja masculina en algún momento de su vida.
Según estimaciones de ONUSIDA de 2017, había alrededor de 300 hombres que tienen sexo con hombres (HSH) en el país y alrededor de 40 pinapinaaine (personas transgénero).